# Hindernisfreie Wege

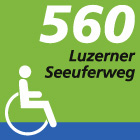
Beispiel Luzern

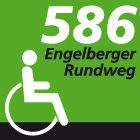
Beispiel Engelberg

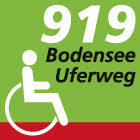
Beispiel Bodensee

Als Hindernisfreie Wege werden in der Schweiz Wanderwege bezeichnet, die speziell für Rollstuhlfahrer geeignet und markiert sind.
Sie sind in das System der lokalen Wanderwege mit dreistelliger Nummerierung integriert, können aber auch Teile von regionalen (zweistellig) oder nationalen (einstellig) Wegen sein. Sie führen entlang der gelben Markierungen, sind aber auf weißen Schildern angebracht.
Derzeit sind es 81 Wege mit Nummern zwischen 145 und 992. Die Nummern unterscheiden sich von denen der lokalen Routen und tragen zusätzlich ein Rollstuhlsymbol. Am unteren Rand befindet sich noch ein Farbbalken für den Schwierigkeitsgrad; dabei bedeutet blau leicht, rot mittel und schwarz schwer.
Beispiele für derartige Routen:
- 558 Rigi-Chänzeli-Weg / * 560 Luzerner Seeuferweg / * 586 Engelberger Rundweg
- 603 Urnersee-Uferweg / * 848 Rigi-Panoramaweg / * 893 Albisgrat-Höhenweg
- 896 Rheinfall-Rundweg / * 919 Bodensee-Uferweg

## Weitere Wege
Informationen bezüglich der Wege im Allgemeinen finden sich unter Schweizer Wanderwege und SchweizMobil.
Die weiteren hindernisfreien Wege sind über den Nachweis-Link mit Filter-Funktion aufrufbar.

## Nachweis
1. 1 2  Alle hindernisfreien Wege bei «SchweizMobil».